# Fertilitet
Fertilitet er indenfor demografien et udtryk for, hvor mange børn der fødes i løbet af en bestemt tidsperiode, typisk et år. Der findes forskellige statistiske mål for fertiliteten, typisk i form af fertilitetskvotienter (også kaldet fertilitetsrater eller fødselsrater), der kan defineres på forskellig måde, f.eks. i forhold til den samlede befolkning eller i forhold til antallet af kvinder i en given aldersklasse.
Befolkningens fertilitet er ofte et fokuspunkt for stor politisk opmærksomhed. Det gælder både, når fertiliteten vurderes at være for høj i forhold til, hvad der er blevet vurderet ønskeligt, som i Japan og Kina i efterkrigstiden, og når den vurderes at være for lav, som en del danske politikere og meningsdannere har givet udtryk for i 2020'erne.

## Fertilitet og frugtbarhed
I almindelig sprogbrug bruges ordet "fertilitet" jævnligt som synonym for frugtbarhed. Blandt demografer betegner frugtbarhed imidlertid et udtryk for en befolknings fysiologiske evne til at kunne få børn - dvs. det, som også betegnes fekunditet. Sociale og kulturelle normer har typisk en fertilitetshæmmende virkning, sådan at en befolkning kun udnytter en del af sin frugtbarhed, og derfor vil en befolknings fertilitet ofte være betydeligt mindre end dens frugtbarhed (fekunditet).

## Specifikke fertilitetsmål
Der findes en række mere specialiserede fertilitetsmål. Blandt de hyppigst anvendte er 
- Den summariske fertilitetskvotient
- Den generelle fertilitetskvotient
- De aldersbetingede fertilitetskvotienter
- Den samlede fertilitet

### Den summariske fertilitetskvotient
Den summariske fertilitetskvotient angiver antallet af levendefødte pr. år pr. 1.000 personer i middelfolketallet (i Danmark anvender Danmarks Statistik befolkningstallet den 1. juli i et år som middelfolketallet). Den betegnes sommetider blot "fødselsraten".

### Den generelle fertilitetskvotient
Den generelle fertilitetskvotient angiver antallet af levendefødte pr. år pr. 1.000 kvinder i de fertile aldersklasser (i Danmark defineret som 15-49 år). Hvis den generelle fertilitetskvotient stabilt er 2,1, vil befolkningen i en situation med konstant middellevetid og uden nettoindvandring på lang sigt være konstant. Er den generelle fertilitetskvotient permanent højere, vil befolkningstallet være stigende i det lange løb, og er den lavere, vil befolkningstallet falde.

### De aldersbetingede fertilitetskvotienter
De aldersbetingede fertilitetskvotienter angiver antallet af levendefødte pr. år født af mødre i en given fødselsårgang (kohorte) pr. 1.000 kvinder i årgangen.

### Den samlede fertilitet
Den samlede fertilitet er en beregnet størrelse, nemlig det antal levendefødte, som 1.000 kvinder ville sætte i verden i løbet af de fertile aldre, hvis ingen af kvinderne døde før det fyldte 50. år, og de i hver aldersklasse fødte netop så mange børn, som årets fertilitetskvotienter angiver. Det svarer til betegnelsen total fertility rate (TFR), som benyttes i den engelsksprogede internationale litteratur. Dette tal beregnes pr. kvinde, dvs. det er lig med en tusindedel af den samlede fertilitet.

## Fertilitetens historiske udvikling
På verdensplan er den samlede fertilitet faldet markant siden 1970. På det tidspunkt var den omkring 4,5, mens den 35 år senere (i 2015) var blevet næsten halveret til 2,5. I det 21. århundrede har industrilande i almindelighed lavere fertilitetskvotienter end udviklingslande.
Der er stor politisk bevågenhed om befolkningsudviklingen. Både positiv og negativ befolkningsvækst har i tidens løb medført politiske forsøg på at gribe ind. I Japan indførte man således fri abort i 1958 med det udtrykkelige formål at dæmpe befolkningsvæksten, og i Kina førte regeringen i perioden 1980-2016 en etbarnspolitik, hvor ægtepar som udgangspunkt kun måtte få ét barn. I Europa har der omvendt i flere lande været bekymring for, at fertilitetskvotienterne var for små, og man har derfor fra politisk hold forsøgt at påvirke dem.
Politiske tiltag for at påvirke fertiliteten kan være både direkte (f.eks. skatteregler og økonomiske tilskud til børnefamilier) og indirekte (f.eks. bygning af børnehaver og indførelse af andre muligheder for børnepasning). Der er dog kun få eksempler på statslige tiltag rettet imod at forøge lave fertilitetskvotienter, der har haft synlig succes. Et lands sociale forhold kan også påvirke antallet af børnefødsler.

### Udviklingen i Danmark
I Danmark faldt den samlede fertilitet fra 4.000 i 1900 til 2.000 i 1940. Den høje fertilitet i starten af 1900-tallet anses for at hænge sammen med, at mulighederne for prævention var mangelfuld, mens børnedødeligheden var høj. Efter 1940 steg den samlede fertilitet i rekordåret 1946, hvor den var på 3.000. Derefter faldt fertilitetskvotienten igen, indtil den i 1984 nåede 1,4 pr. kvinde, blandt andet på grund af adgangen til p-piller. Fra dette lavpunkt steg kvotienten til et niveau på mellem 1,7 og 1,9 i perioden 1993-2018.
I 2024 blev den danske fertilitet et emne, der fik stor politisk opmærksomhed, efter at den generelle fertilitetskvotient havde været 1,5 i 2023. Flere fremtrædende politikere gjorde det til en mærkesag, at kvinderne i Danmark skulle føde flere børn. Blandt årsagerne til det lave fødselstal nævnes miljøfaktorer i form af stigende forurening, der har haft betydning for, at ca. hvert femte par i Danmark er infertilt. Befolkningstallet forventes dog alligevel af Danmarks Statistik at være stabilt fremover. Det skyldes dels, at nettoindvandringen til Danmark er positiv og også forventes at være det i de kommende år, og dels, at danskernes middellevetid også stiger.